# David Gerke
David Gerke (* 30. April 1985; heimatberechtigt in Kerzers) ist ein Schweizer Politiker (Grüne).

## Leben
David Gerke studierte Geografie und Biologie und schloss am Institut für Wildbiologie und Jagdwirtschaft der Universität für Bodenkultur in Wien ein Studium zum Jagdwirt ab. Er ist als Projektleiter Gewässerschutz bei Pro Natura Schweiz sowie als Geschäftsführer der Gruppe Wolf Schweiz tätig. David Gerke ist Jäger, Fischer und Schafhirte. Er ist Mitinhaber des Biohofs Kleinegg in Biembach im Emmental in der Gemeinde Hasle bei Burgdorf. Gerke erlangte schweizweite Bekanntheit durch sein Engagement im Abstimmungskampf 2020 um die Änderung des Jagdgesetzes. Er lebt in Biberist.

## Politik
David Gerke wurde bei den Wahlen 2021 in den Kantonsrat des Kantons Solothurn gewählt. Er ist Mitglied der Geschäftsprüfungskommission.
David Gerke ist Vorstandsmitglied von Pro Natura Solothurn, Präsident der Gruppe Wolf Schweiz, Präsident des Fischereivereins Solothurn und Umgebung sowie Vizepräsident und Bereichsleiter Ausbildung des Fischereiverbands des Kantons Solothurn.